# Oedingermühle
Oedingermühle ist ein Ortsteil von Lennestadt im Kreis Olpe und liegt direkt an der B55 im Bereich der Abzweigung der nach Fretter führenden Landstraße. Benachbarte Orte sind Oberelspe und Oedingen.
Die Mühle war im Eigentum der Familien Rump, Lintelo und Kettler von Haus Valbert. Sie wurde unterverpachtet oder von den Besitzern selbst betrieben.
Eine zusammenhängende Dokumentation der Mühlenhistorie liegt nicht vor. Einige Dokumente deuten aber auf eine wechselhafte Geschichte hin.
Im Jahr 1475 bekunden Hans Hüser und Hynrick Henselyn (Kirchenvorsteher der Kirche zu Oedingen im Dorfe), Johan Rump zu Ostwig und seine Frau Anna hätten der Kirche die Hälfte der Wiese bei der Mühle („dey nyderste Dyk“) verkauft.
Diderich Rump von der Wenne und sein Bruder Hermann verkaufen im Jahr 1486 an einen Johann to Berghusen eine Rente aus der Mühle in Oedingen.
Im Jahr 1553 kam es zwischen Friedrich von Wilnsdorf gen. Kolve und seinem Vetter Hermann Rump zur Wenne zu einem offenen Streit über den rechtmäßigen Besitz der Mühle. Schließlich wurde die Mühle von den fürstlichen Kommissaren dem Rump zugesprochen, der allerdings dem Kolve zum Ausgleich eine Kornrente leisten musste. Später ging die Familie Wilnsdorf in Konkurs, wobei ein Teil deren Güter den Rumps zufiel.
Im Jahr 1672 verpflichtete sich die Witwe des Christian von Lindtloe, Schulden ihres Sohnes bei der Kirche in Oedingen weiterhin zurückzuzahlen. Als Pfand war die Oedinger Mühle eingesetzt. Die Urkunde trägt einen Vermerk des Pastor Ritters: „haben allzeit die Pastores Zinsen gezogen“.
Am 11. Mai 1873 verkaufte Freiherr von Ketteler seine Mahlmühle in Oedingen und eine Anzahl von Ländereien dem Thomas Sternberg. Der letzte Müller und Hoferbe Alfred Sternberg fiel im Zweiten Weltkrieg.
Ende Juni 2018 lebten im Gebiet der ehemaligen Mühle 31 Menschen. Es haben sich dort einige gewerbliche Betriebe u. a. in den Bereichen Lackiertechnik, Schankanlagenbau, Metallbau und Holzbearbeitung niedergelassen.